# Cadereyta Jiménez
Cadereyta Jiménez (röviden Cadereyta) egy jelentős olajiparral rendelkező város Mexikó Új-León államának középső részén. Lakossága 2010-ben meghaladta a 68 000 főt.

## Földrajz

### Fekvése
A város Új-León középső részén, a főváros, Monterrey közelében, attól délkeletre található egy viszonylag sík, a tenger szintje felett körülbelül 330 méterrel fekvő területen, közelében azonban már a Keleti-Sierra Madre hegyei emelkednek. A településen átfolyik a Santa Catarina folyó.

### Éghajlat
A város éghajlata forró és átlagosan csapadékos. Minden hónapban mértek már legalább 36 °C-os hőséget, a rekord elérte a 45 °C-ot is. Az átlagos hőmérsékletek a januári 13,6 és a júliusi 29,4 fok között váltakoznak, fagy ritkán fordul elő. Az évi átlagosan 693 mm csapadék időbeli eloszlása egyenetlen: a júliustól októberig tartó 4 hónapos időszak alatt hull az éves mennyiség közel 60%-a.
| Hónap                                   | Jan. | Feb. | Már. | Ápr. | Máj. | Jún. | Júl. | Aug. | Szep. | Okt. | Nov. | Dec. | Év   |
| --------------------------------------- | ---- | ---- | ---- | ---- | ---- | ---- | ---- | ---- | ----- | ---- | ---- | ---- | ---- |
| Rekord max. hőmérséklet (°C)            | 37,0 | 40,0 | 41,0 | 45,0 | 45,0 | 45,0 | 43,0 | 43,0 | 41,5  | 38,0 | 38,0 | 36,0 | 45,0 |
| Átlagos max. hőmérséklet (°C)           | 20,6 | 23,4 | 27,6 | 31,4 | 33,0 | 35,2 | 36,5 | 36,3 | 33,0  | 28,8 | 24,6 | 21,6 | 29,4 |
| Átlaghőmérséklet (°C)                   | 13,6 | 15,8 | 19,8 | 23,9 | 26,4 | 28,5 | 29,4 | 29,2 | 26,8  | 22,6 | 18,0 | 14,7 | 22,4 |
| Átlagos min. hőmérséklet (°C)           | 6,6  | 8,2  | 12,0 | 16,4 | 19,8 | 21,8 | 22,3 | 22,0 | 20,6  | 16,5 | 11,4 | 7,8  | 15,5 |
| Rekord min. hőmérséklet (°C)            | −6,0 | −3,0 | 0,0  | 3,0  | 8,0  | 13,0 | 14,0 | 11,0 | 7,0   | 3,0  | −1,0 | −6,0 | −6,0 |
| Átl. csapadékmennyiség (mm)             | 19   | 22   | 22   | 49   | 60   | 77   | 62   | 89   | 154   | 97   | 28   | 16   | 693  |
| Forrás: Servicio Meteorológico Nacional |      |      |      |      |      |      |      |      |       |      |      |      |      |

## Népesség
A település népessége a közelmúltban folyamatosan növekedett:
| Év   | Lakosság |
| ---- | -------- |
| 1990 | 34 293   |
| 1995 | 45 157   |
| 2000 | 55 468   |
| 2005 | 56 552   |
| 2010 | 68 111   |

## Története
Cadereytát 1637. augusztus 13-án alapította Martín de Zavala kormányzó megbízásából Luis de Zúñiga y Almaráz a San Juan és a Santa Catarina folyók által közrezárt kis szigeten. A kezdeti időkben Villa de Cadereytának és San Juan Bautista de Cadereytának nevezett település nevét Lope Díez de Aux y Armendáriz alkirály tiszteletére kapta, aki a navarrai Cadereita őrgrófja volt. A város nevében szereplő Jiménez szó későbbről, 1825-ből származik: ezt a mexikói függetlenségi háború egyik kivégzett hősének, José Mariano Jiméneznek emlékére kapta.
A települést 1692-ben egy áradás miatt eredeti helyétől mintegy 4,5 km-re, a Santa Catarina bal partján újratelepítették. 1762-ben azonban, mivel erre a helyre a talajviszonyok miatt nem tudták a folyó vizét öntözés céljából elvezetni, ezáltal az aszályos időkben tönkrement a termés, a birtokosok kérvényt nyújtottak be Carlos de Velasco kormányzóhoz, hogy átköltöztethessék a várost a jobb partra. Az engedélyt megkapták, így a következő év februárjában létre is hozták a „harmadik Cadereytát”. 1825. május 28-án az állam kongresszusa a települést ciudad rangra emelte, ekkor kapta meg mai nevét is.
1872-ben alapította meg Eugenio Serrano García a településen az első seprűgyárat La Aldeana néven, majd ez az iparág akkorát fejlődött a későbbiekben, hogy 1945-ben már „Mexikó seprűfővárosa” (Capital Escobera de México) néven emlegették a települést. 1917-ben maláriajárvány követelt 250 halottat a városban. 1973-ban kezdték el felépíteni a PEMEX Héctor R. Lara Sosáról elnevezett hatalmas olajfinomítóját, ami napi 235 000 hordós kapacitásával ma is az ország egyik legjelentősebb ilyen létesítménye.

## Turizmus, látnivalók

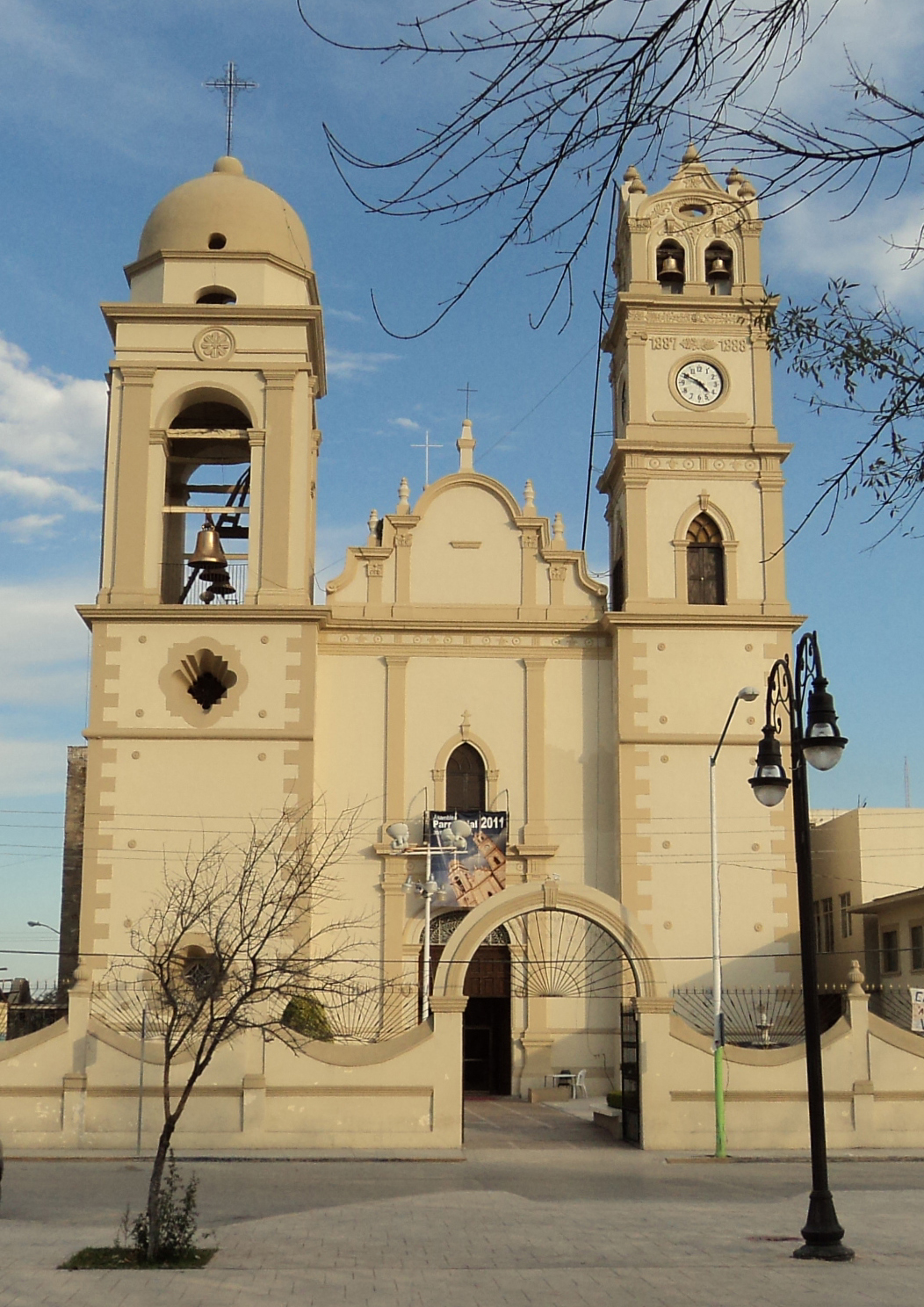
A Keresztelő Szent János-templom

A város három legfontosabb műemléke az 1763 és 1889 között épült Keresztelő Szent János-templom, az 1853. augusztus 15-i felavatásával az északi országrész legrégebbi bikaviadal-tere, valamint az 1923-ból származó régi vasútállomás. Cadereyta főterén emlékműveket emeltek Miguel Hidalgo y Costilla szabadsághősnek és Benito Juárez elnöknek, és található itt egy 1890-ben carrarai márványból készült szökőkút is.

## Testvérvárosok
- McAllen, Texas,  USA[7]